# ピエトロ・ロータリ

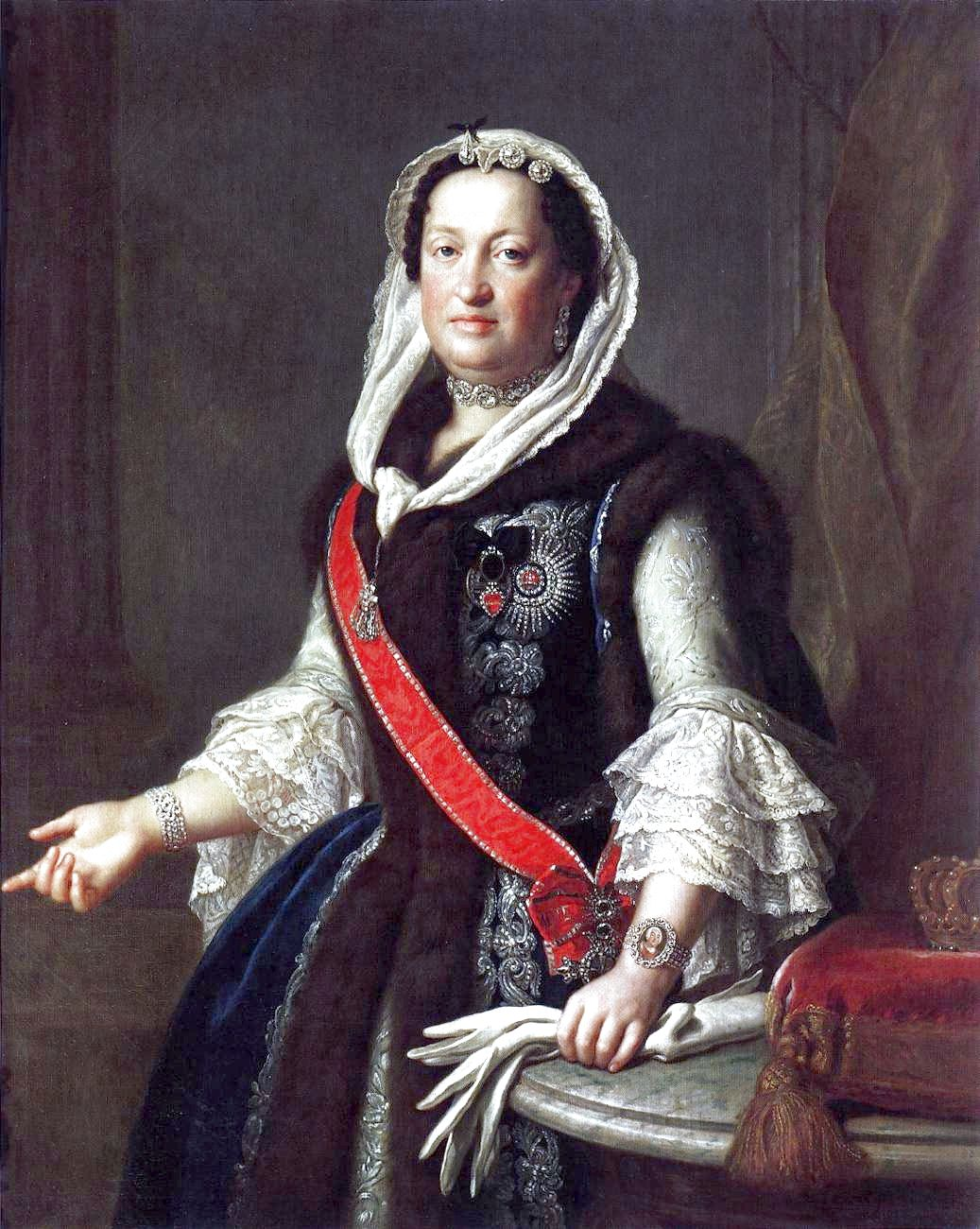
アウグスト3世 (ポーランド王)の后マリア・ヨーゼファ・フォン・エスターライヒ (1699-1757)の肖像画、1755年

ピエトロ・ロータリ（Pietro Antonio Rotari、1707年9月30日-1762年8月31日）は、バロック時代のイタリアの画家である。ヴェローナに生まれ、放浪の人生を送り、ロシアの宮廷のために宮廷画家をしていたサンクトペテルブルクで死去した。
彼は最初アントニオ・バレストラの弟子だったが、1725年から1727年には、ヴェネツィアに移り住んだ。彼はその後、1728年から1732年にはローマのフランチェスコ・トレヴィザーニ、1731年から1734年にはナポリのフランチェスコ・ソリメーナの元で働いた。その後彼はヴェローナに戻り、ここでアトリエを開いたが、すぐにドレスデン、ウィーン、ミュンヘンで王族や貴族のパトロンのために絵を描くようになった。
彼は肖像画家として人気があり、ドレスデンやサンクトペテルブルクで王族の絵を描いた。また、1745年には、ヴェローナの教会Ospedale di San Giacomoに複数人が登場する祭壇画Four Martyrsを描いた。

## 作品

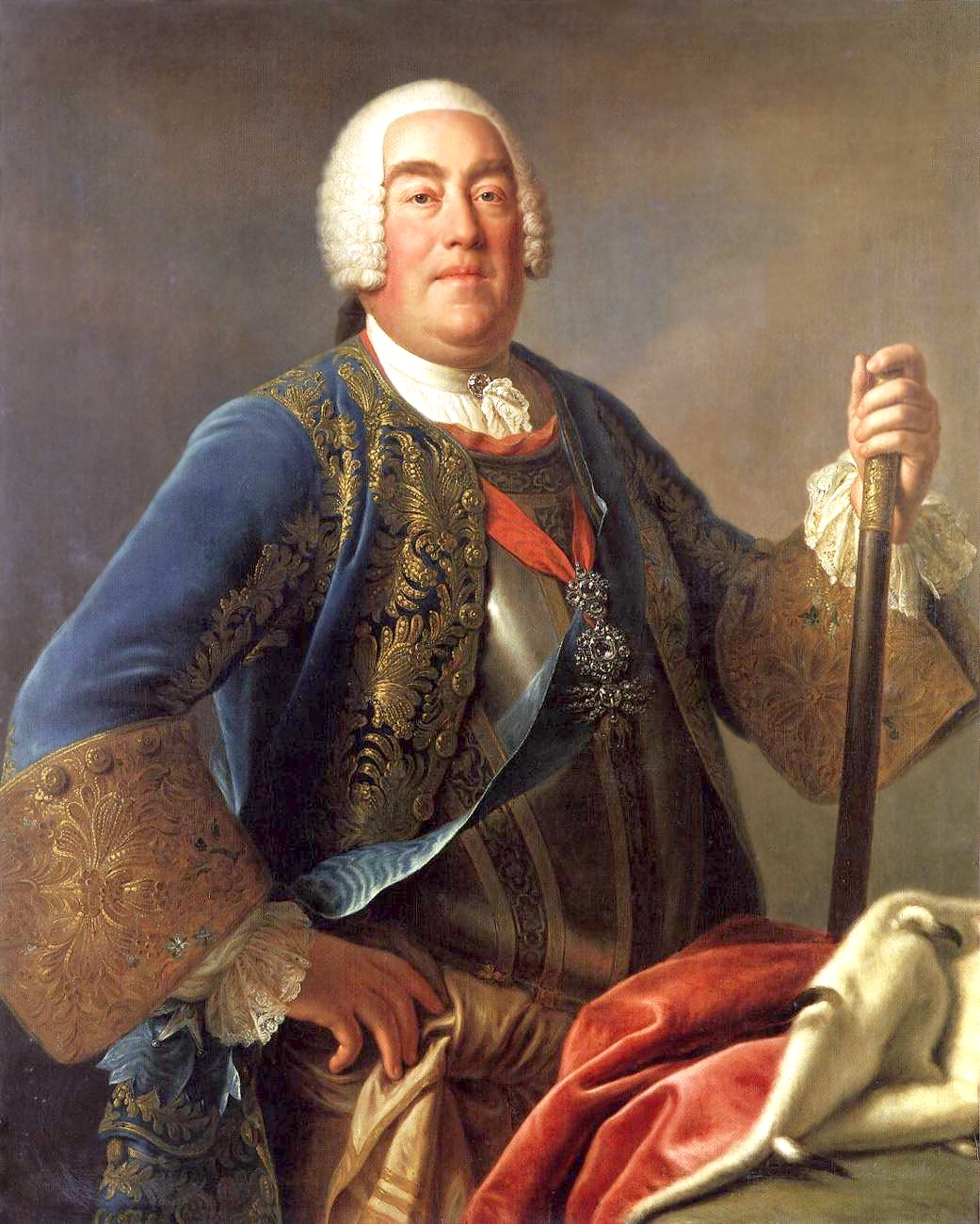
アウグスト3世 (ポーランド王) (1755)
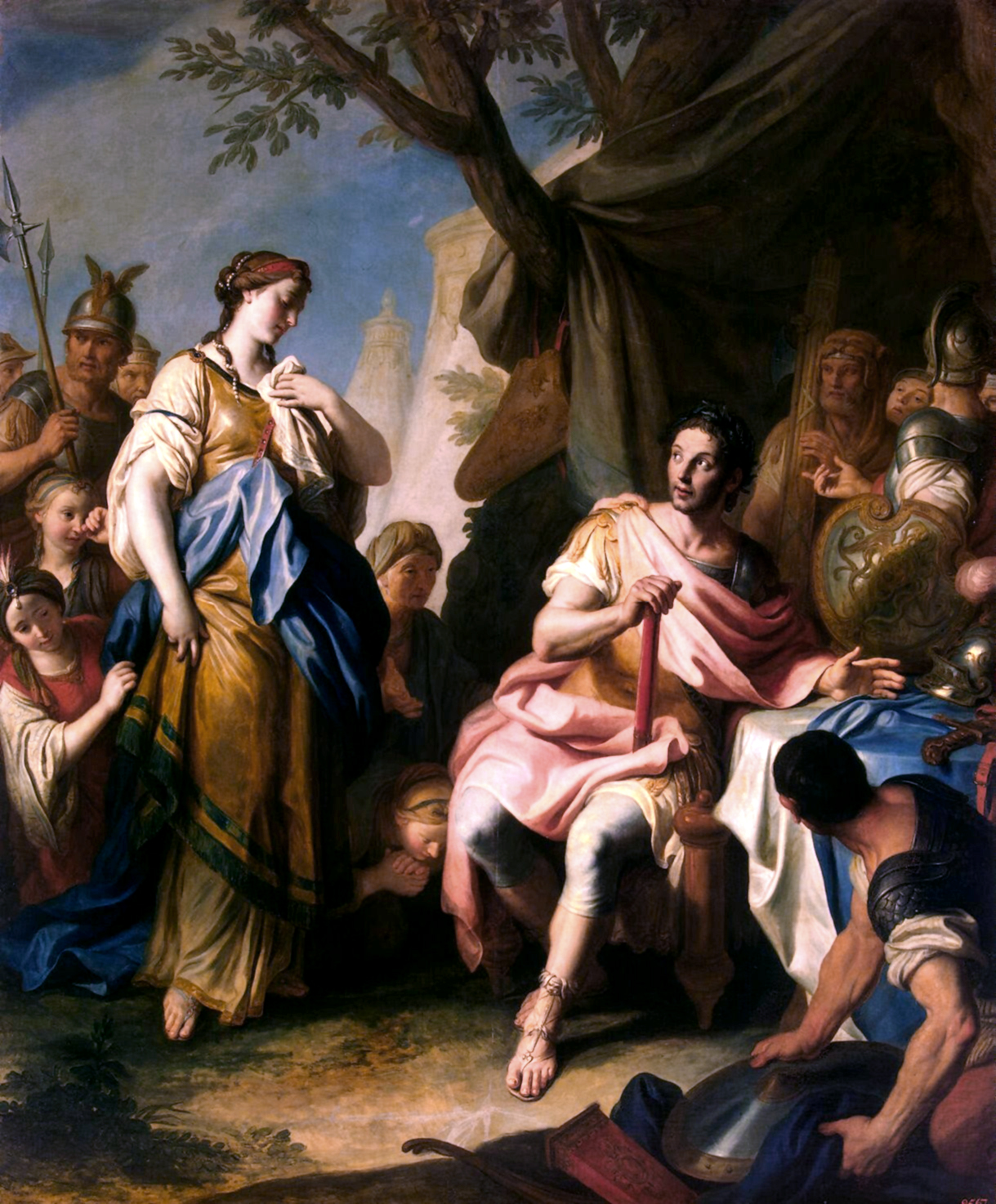
「アレクサンドロス3世とロクサネ」(1756)
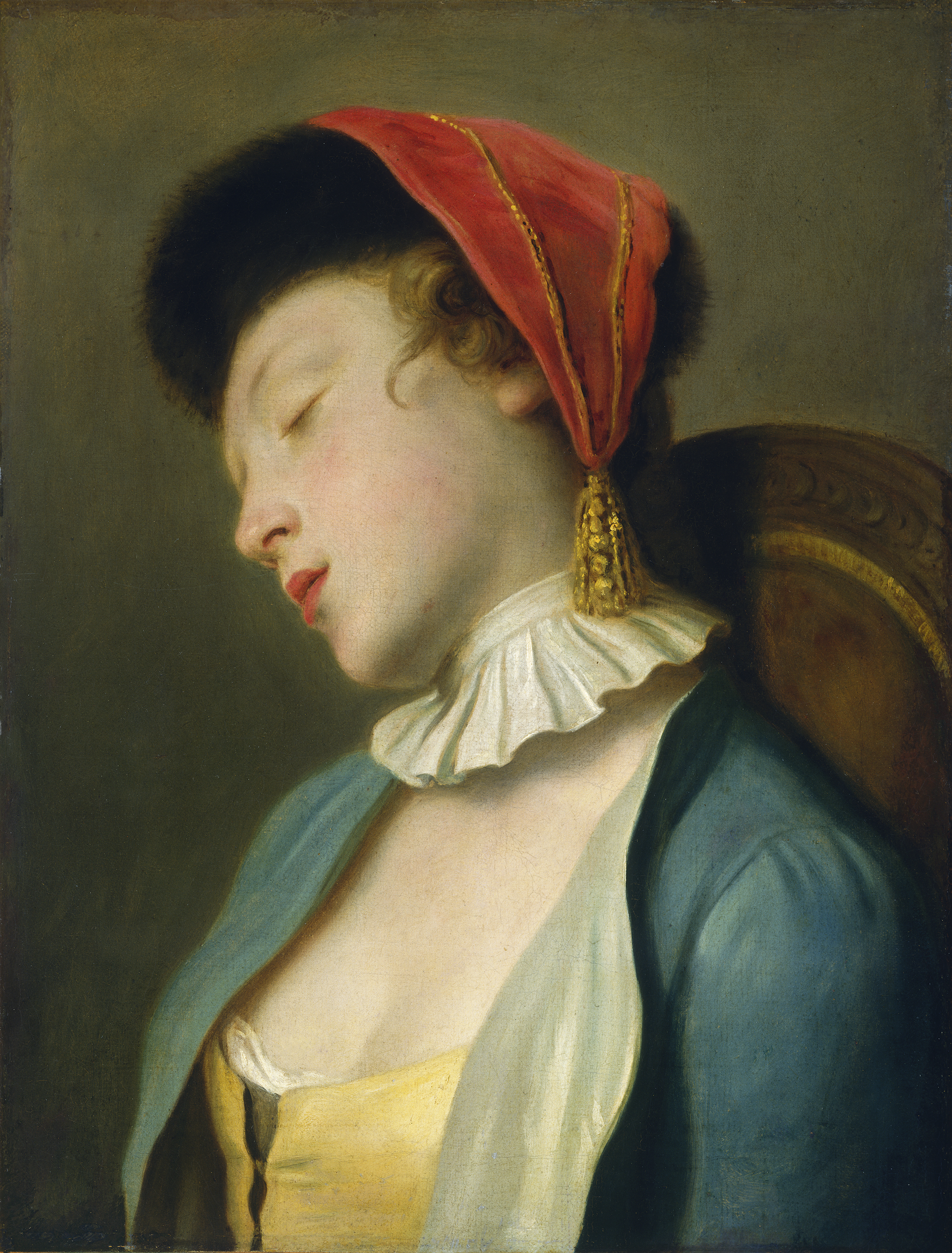
"A Sleeping Girl" (1760/1762)